# Mayrencyrtus
Mayrencyrtus is een geslacht van vliesvleugeligen uit de familie Encyrtidae. De wetenschappelijke naam van dit geslacht is voor het eerst geldig gepubliceerd in 1944 door Hincks.

## Soorten
Het geslacht Mayrencyrtus omvat de volgende soorten:
- Mayrencyrtus discolor Hoffer, 1976
- Mayrencyrtus imandes (Walker, 1837)
- Mayrencyrtus longiscapus Xu, 2005
- Mayrencyrtus maculatus (Hoffer, 1957)
- Mayrencyrtus obscurus Hoffer, 1976